# TP d'Or 1972
Els premis TP d'Or 1972 foren entregats el 29 de març de 1973 a l'Hotel Eurobuilding de Madrid. Fou la primera edició dels premis que tenien la particularitat que es decidien per votació popular.
| Categoria              | Programa                           | Persona                            | Resultat        |
| ---------------------- | ---------------------------------- | ---------------------------------- | --------------- |
| Actor Nacional         | Historias de Juan Español          | Juanjo Menéndez                    | Guanyador       |
| Actor Nacional         | Estudio 1                          | Juan Diego                         | 2n classificat  |
| Actor Nacional         | Estudio 1                          | José María Rodero                  | 3r Classificat  |
| Actriu Nacional        | Buenas noches, señores             | Julia Gutiérrez Caba               | Guanyadora      |
| Actriu Nacional        | Novela                             | Silvia Tortosa                     | 2a Classificada |
| Actriu Nacional        | Estudio 1                          | Rafaela Aparicio                   | 3a Classificada |
| Actor Estranger        | Centro Médico                      | Chad Everett                       | Guanyador       |
| Actor Estranger        | Los persuasores                    | Tony Curtis                        | 2n classificat  |
| Actor Estranger        | Los persuasores                    | Roger Moore                        | 3r Classificat  |
| Actriu Estrangera      | Mc Millan y esposa                 | Susan Saint James                  | Guanyadora      |
| Actriu Estrangera      | La chica de la tele                | Mary Tyler Moore                   | 2a Classificada |
| Actriu Estrangera      | Embrujada                          | Elizabeth Montgomery               | 3a Classificada |
| Presentador            | Un, dos, tres... Responda otra vez | Kiko Ledgard                       | Guanyador       |
| Presentador            | Estudio abierto                    | José María Íñigo                   | 2n classificat  |
| Presentador            | Buenas tardes                      | Raúl Matas                         | 3r Classificat  |
| Presentadora           | Buenas Tardes                      | Rosa María Mateo Isasi             | Guanyadora      |
| Presentadora           | Con vosotros                       | María Luisa Seco                   | 2a Classificada |
| Presentadora           | Siempre en domingo                 | Clara Isabel Francia               | 3a Classificada |
| Personatge més popular | Un, dos, tres... Responda otra vez | Don Cicuta (Valentín Tornos)       | Guanyador       |
| Personatge més popular | Siempre en domingo                 | Felipito Tacatún Joe Rígoli        | 2n classificat  |
| Personatge més popular | La Pantera Rosa                    | La pantera rosa                    | 3r Classificat  |
| Sèrie Nacional         | Crónicas de un pueblo              | Crónicas de un pueblo              | Guanyadora      |
| Sèrie Nacional         | Historias de Juan Español          | Historias de Juan Español          | 2a Classificada |
| Sèrie Nacional         | Buenas noches, señores             | Buenas noches, señores             | 3a Classificada |
| Sèrie Estrangera       | Los persuasores                    | Los persuasores                    | Guanyadora      |
| Sèrie Estrangera       | Centro Médico                      | Centro Médico                      | 2a Classificada |
| Sèrie Estrangera       | Los dos mosqueteros                | Los dos mosqueteros                | 3a Classificada |
| Programa Nacional      | Un, dos, tres... Responda otra vez | Un, dos, tres... Responda otra vez | Guanyador       |
| Programa Nacional      | Estudio abierto                    | Estudio abierto                    | 2n classificat  |
| Programa Nacional      | Tarde para todos                   | Tarde para todos                   | 3r Classificat  |